# Phil Swing

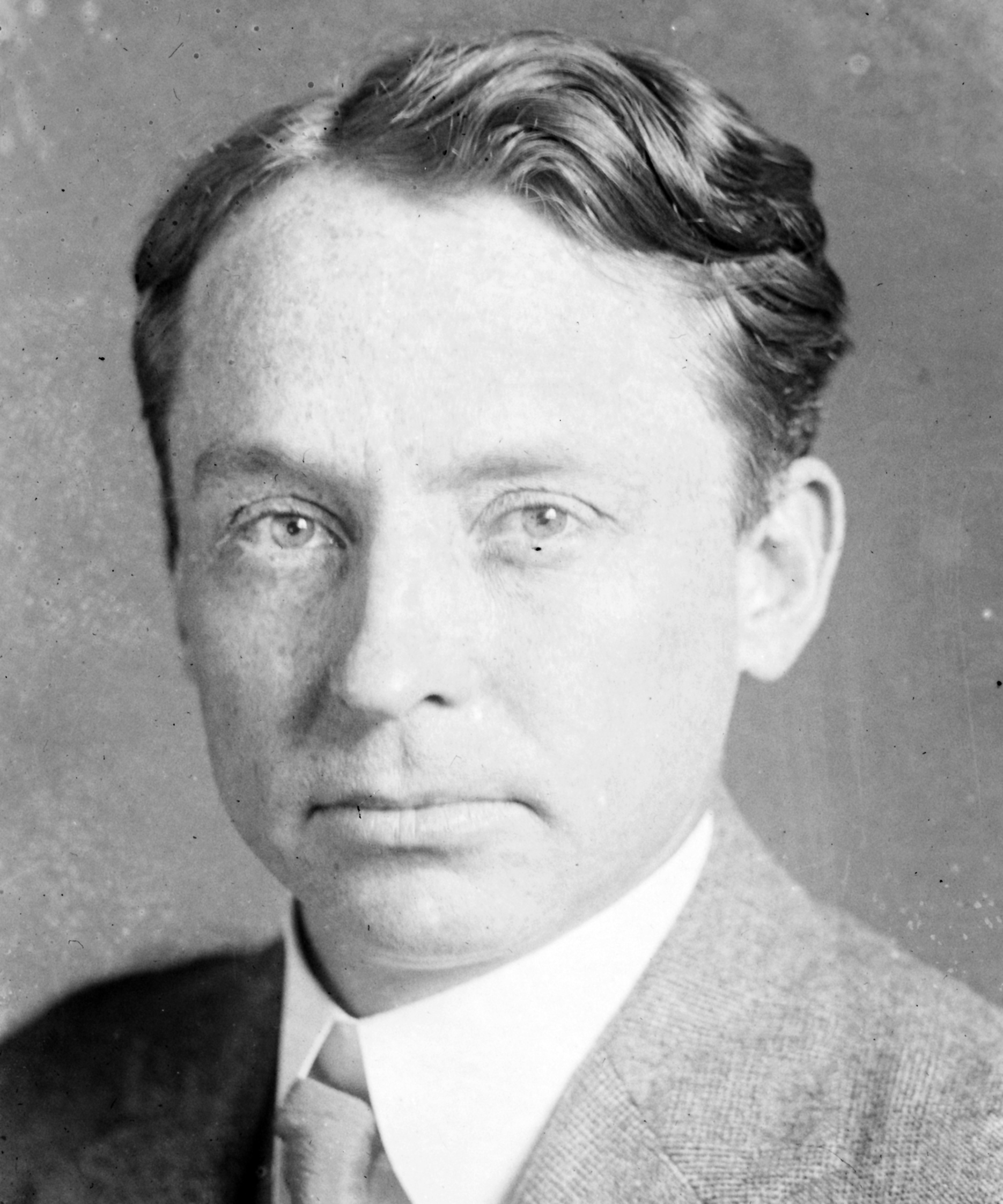
Phil Swing (1921)

Philip David „Phil“ Swing (* 30. November 1884 in San Bernardino, Kalifornien; † 8. August 1963 in San Diego, Kalifornien) war ein US-amerikanischer Politiker. Zwischen 1921 und 1933 vertrat er den Bundesstaat Kalifornien im US-Repräsentantenhaus.

## Werdegang
Phil Swing besuchte die öffentlichen Schulen seiner Heimat und studierte danach bis 1905 an der Stanford University. Zwischen 1906 und 1908 war er als Oberleutnant in der kalifornischen Nationalgarde. Nach einem Jurastudium und seiner 1907 erfolgten Zulassung als Rechtsanwalt begann er in San Bernardino in diesem Beruf zu arbeiten. In den Jahren 1908 und 1909 war er juristischer Vertreter der Stadt Brawley. Zwischen 1908 und 1915 fungierte er zuerst als stellvertretender und dann als regulärer Staatsanwalt im Imperial County. Danach war er bis 1919 Berater des dortigen Bewässerungsbezirks (Imperial Irrigation District). Diese Zeit wurde im Jahr 1918 durch seinen Aufenthalt in einem militärischen Ausbildungslager in Kentucky unterbrochen. In den Jahren 1919 bis 1921 amtierte Swing als Richter am Superior Court im Imperial County. Gleichzeitig schlug er als Mitglied der Republikanischen Partei eine politische Laufbahn ein. Zwischen 1920 und 1932 war er Delegierter auf den regionalen Parteitagen der Republikaner in Sacramento. Im Jahr 1926 leitete er diese Veranstaltung.
Bei den Kongresswahlen des Jahres 1920 wurde Swing im elften Wahlbezirk von Kalifornien in das US-Repräsentantenhaus in Washington, D.C. gewählt, wo er am 4. März 1921 die Nachfolge von William Kettner antrat. Nach fünf Wiederwahlen konnte er bis zum 3. März 1933 sechs Legislaturperioden im Kongress absolvieren. Von 1925 bis 1927 war er Vorsitzender des Ausschusses zur Überwachung der Ausgaben des Postministeriums. Im Jahr 1932 verzichtete Phil Swing auf eine weitere Kandidatur. Nach dem Ende seiner Zeit im US-Repräsentantenhaus praktizierte er wieder als Anwalt. Zwischen 1945 und 1958 war er Mitglied der California Water Commission. Er starb am 8. August 1963 in San Diego.